# 다낭 국제공항
다낭 국제공항(베트남어: Sân bay quốc tế Đà Nẵng, IATA: DAD, ICAO: VVDN)은 베트남 다낭에 있는 국제공항이다. 시내 중심부로부터 서쪽으로 2 km 떨어져 있으며 택시로 약 15분~20분이 걸린다.
2017년에는 전년 대비 24.1% 증가한 1100만명의 승객을 수용하였다. 다낭 국제공항은 2개의 터미널을 보유하고 있으며, 하나는 국제선으로 사용되고, 나머지 하나는 국내선으로 사용하여 2018년에는 전체 규모 연간 1100만명의 승객을 처리할 수 있는 규모가 되었다.

## 역사
베트남 전쟁 때는 북베트남 폭격을 위한 미국 공군의 전진기지였다. 또한 밀림을 제거하기 위하여 폭격기 적재할 고엽제가 비축되어 있었는데, 누출된 고엽제 오염이 2013년에도 제거되지 못했다. 고엽제로 토양 오염된 장소는 비산 방지를 위해 표층을 콘크리트로 굳혀두고 있었다. 고엽제 오염 문제는 오랜 세월 방치되어 왔으나, 2012년부터 미국 정부의 직접 자금 지원을 통해 제염 작업에 간신히 착수에 나섰다.
2017년 5월 9일, 국제선 제2터미널이 문을 열었다. 이 터미널은 48,000m²의 면적에 1억 5천 400만 달러의 비용이 투입되어 연간 600만명의 승객을 수용할 수 있도록 설계되었다.
2020년까지 1,300만명의 이용객과 5만톤의 화물을 수용할 계획이었으나 2018년에 이미 1,300만명의 이용객을 달성하여 제3터미널에 대한 건설이 필요하게 되었다. 그리하여 다낭인민위원회는 다낭국제공항 제3 터미널 건설을 위한 계획안을 최근 교통부에 제출했다.

## 시설
다낭 국제공항은 10,000피트(3,048m)의 포장된 평행 활주로(17–35 방향) 두 개를 가지고 있으며, 보잉 747, 767, 에어버스 320과 같은 대형 현대 항공기를 다룰 수 있다. 다낭의 교통량은 24시간마다 평균 100~150편이다. 2007년에는 연간 교통량이 145만 명이었고 2020년에는 400만 명에 이를 것으로 예상된다.
연간 400만 명의 승객을 수용하는 USD 8400만 달러의 비용이 드는 새로운 2만m2 터미널이 2011년 12월 15일 첫 국내선을 받기 위해 개통되었다. 공항 개조를 위한 타당성 조사는 미국 무역개발국(USTDA)의 부분적으로 후원되었으며, 2006년에 프라이스워터하우스쿠퍼스에 의해 완료되었다. 새로운 터미널은 5개의 탑승 게이트, 수화물 취급 시스템, 출발 및 도착 구역, 비행 정보 표시 시스템(FIDS), 일반 사용자 터미널 장비(CUTE), 화재 감지 시스템, 선별 장비를 포함한 종합적인 공공 주소 및 보안 시스템을 포함한다. 또한, 공항의 두 개의 활주로 중 하나는 3,048m(10,000ft)에서 3,500m(11,483ft)로 확장되었다. 완공 후, 그리고 1억 6천만 달러의 비용으로, 공항은 현재 연간 총 6백만 명의 승객을 수용할 수 있다.
총 투자금액은 1억5400만 달러, 연간 600만 명의 승객을 수용할 수 있는 새로운 국제 터미널 2가 2017년 5월 5일부터 이용되었다.

## 운항 노선

### 국제선
| 항공사               | 목적지 |
| -------------------- | --- |
| 베트남 항공          | 광저우, 도쿄(나리타), 부산, 상하이(푸둥), 서울(인천), 싱가포르, 오사카(간사이), 청두(톈푸), 항저우 전세편: 구이양, 란저우, 무안, 시안, 우한, 이바라키, 타이페이(타오위안)            |
| 비엣젯 항공          | 대구, 도쿄(하네다), 무안, 부산, 서울(인천), 싱가포르, 아메다바드, 항저우, 홍콩(첵랍콕) 계절편: 델리, 뭄바이 전세편: 나고야(주부), 마쓰야마, 마카오, 양양, 타이페이(타오위안), 타이중 |
| 퍼시픽 항공          | 무안 전세편: 마카오 |
| 대한항공             | 서울(인천), 부산 |
| 아시아나항공         | 서울(인천), 부산 - (2025년 9월 1일 재취항) |
| 에어로케이           | 청주 |
| 에어부산             | 서울(인천), 부산 |
| 에어프레미아         | 서울(인천) |
| 이스타항공           | 서울(인천) |
| 제주항공             | 서울(인천), 대구, 무안, 부산 |
| 진에어               | 서울(인천), 부산 |
| 티웨이항공           | 서울(인천), 대구, 부산 |
| 에어 마카오          | 마카오 |
| 홍콩 항공            | 홍콩(첵랍콕) |
| 홍콩 익스프레스 항공 | 홍콩(첵랍콕) |
| 중화항공             | 타이페이(타오위안) |
| 에바 항공            | 타이페이(타오위안) |
| 스타룩스 항공        | 타이페이(타오위안), 타이중 |
| 타이거 항공 타이완   | 타이페이(타오위안), 가오슝, 타이중 |
| 라오 항공            | 비엔티안 |
| 말레이시아 항공      | 쿠알라룸푸르 |
| 바틱 에어 말레이시아 | 쿠알라룸푸르 |
| 에어아시아           | 쿠알라룸푸르 |
| 싱가포르 항공        | 싱가포르 |
| 시티링크             | 자카르타(수카르노 하타) |
| 캄보디아 앙코르 항공 | 씨엠립 |
| 타이 비엣제트 항공   | 방콕(수완나품) |
| 타이 에어아시아      | 방콕(돈므앙), 치앙마이 |
| 로얄 에어 필리핀     | 마닐라 |
| 세부퍼시픽           | 마닐라 |

### 국내선
| 항공사          | 목적지                                                                 |
| --------------- | ---------------------------------------------------------------------- |
| 비엣제트 항공   | 하노이, 달랏, 칭화, 푸꾸옥, 하롱, 호치민,                              |
| 밤부 에어웨이즈 | 하노이, 호치민                                                         |
| 비엣제트 항공   | 하노이, 껀터, 나트랑, 달랏, 분마투엇, 빈, 칭화, 푸꾸옥, 하이퐁, 호치민 |
| 퍼시픽 항공     | 호치민 계절편: 푸꾸옥                                                  |

### 화물 노선
| 항공사   | 목적지 |
| -------- | ------ |
| MAS 카고 | 시드니 |